# راباس
راباس صربی: Rabas}} یک منطقهٔ مسکونی در صربستان است که در ناحیه کولوبارا واقع شده‌است.
 راباس  ۱۵۰ نفر جمعیت دارد.